# Guy Favreau
Guy Favreau PC QC (* 20. Mai 1917 in Montreal, Québec; † 11. Juli 1967) war ein kanadischer Jurist und Politiker der Liberalen Partei Kanadas, der einige Jahre Abgeordneter des Unterhauses und Minister sowie zuletzt Beigeordneter Richter (Puisne Judge) am Obersten Gerichtshof von Québec (Quebec Superior Court) war.

## Leben
Nach dem Schulbesuch absolvierte Favreau ein Studium, das er mit einem Bachelor of Arts (B.A.) abschloss. Ein weiteres Studium der Rechtswissenschaften beendete er 1940 mit einem Bachelor of Laws (LL.B.) an der Universität Montreal und nahm nach seiner anwaltlichen Zulassung 1942 eine Tätigkeit als Rechtsanwalt in Montreal auf. 1955 wurde er Universitätslektor für Zivilrecht an der Universität Ottawa, ehe er 1960 als Rechtsanwalt eine eigene Anwaltskanzlei in Montreal gründete.
Bei der Unterhauswahl am 8. April 1963 wurde er als Kandidat der Liberalen Partei erstmals als Abgeordneter in das Unterhaus gewählt und vertrat in diesem bis zu seinem Mandatsverzicht am 5. April 1967 den Wahlkreis Papineau.
Am 22. April 1963 wurde Favreau von Premierminister Lester Pearson in das 19. kanadische Kabinett berufen und übernahm in diesem zunächst bis zum 2. Februar 1964 das Amt des Ministers für Staatsbürgerschaft und Einwanderung, ehe er anschließend zwischen dem 3. Februar 1964 und dem 29. Juni 1965 Justizminister und Generalstaatsanwalt war. Zugleich fungierte er vom 18. Februar bis zum 29. Oktober 1964 als Vorsitzender der Fraktion der Liberalen Partei und war in der Position auch Führer der Regierungsmehrheit im Unterhaus (Leader of the Government in the House of Commons).
Am 7. Juli 1965 erfolgte seine Ernennung zum Präsidenten des Kronrates im Kabinett Pearson und behielt dieses Amt bis zu seinem Rücktritt am 3. April 1967. Zeitgleich bekleidete er zwischen dem 1. Oktober 1966 und dem 3. April 1967 auch das Amt des Leiters der Regierungskanzlei (Registrar General of Canada).
Nach seinem Ausscheiden aus Regierung und Unterhaus wurde Favreau am 17. April 1967 Beigeordneter Richter (Puisne Judge) am Obersten Gerichtshof von Québec (Quebec Superior Court), verstarb allerdings bereits wenige Wochen später.
Ihm zu Ehren wurde der Complexe Guy-Favreau benannt, ein Gebäudekomplex der Bundesregierung am Boulevard René-Lévesque im Chinatown Montreals.